# Pacifique XIII
 (octobre 2024).
Pacifique XIII est un projet sportif de créer une  équipe transnationale francophone de rugby à XIII en Océanie,  afin de lui faire disputer l'Intrust Super Cup, championnat australien de deuxième division, une compétition également  ouverte aux clubs étrangers, notamment aux clubs de Papouasie-Nouvelle-Guinée. 
Il est prévu qu'elle soit basée en Nouvelle-Calédonie, que ses matchs soient disputés soit sur ce territoire français, soit au Vanuatu, d'autres territoires français d'outre-mer étant même envisagés comme la Polynésie française. Un partenariat est même envisagé avec les Îles Salomon, État pourtant anglophone.
Le projet se concrétiserait en 2020 sous la forme d'une franchise.  Ses promoteurs en sont le coach de rugby à XIII et ancien commentateur de Beinsport Laurent Garnier et Manuel Jalabert, ancien entraineur du Club de rugby éducatif et citoyen de Nouméa (CREC).
La franchise ambitionne de rejoindre l'Instrust Super Cup en 2023.

## Histoire
Annoncé officiellement au début du mois de mai 2020, le projet prend forme en communiquant le nom des territoires et nations qui sont intégrés au projet : la Nouvelle-Calédonie, le Vanuatu, Wallis-et-Futuna, la Polynésie française et les Îles Salomon. La presse de chaque territoire ou nation officialise ce partenariat qui va au delà des territoires et départements d'Outre mer français, comme le Vanuatu  Daily Post le 8 mai 2020.
Les initiateurs du projet se seraient inspirés de deux exemples : celui des PNG Hunters, club de Papouasie-Nouvelle-Guinée, qui a rejoint l'Intrust Super Cup en 2014, et celui du Wolfpack de Toronto, une équipe née dans une ville où le rugby à XIII était inconnu.

| \| Nouvelle-Calédonie Polynésie française Wallis-et-Futuna Vanuatu Îles Salomon \| Territoires et nations constitutifs |
| Nouvelle-Calédonie Polynésie française Wallis-et-Futuna Vanuatu Îles Salomon                                           |

## Effectifs par saisons
En 2020, la franchise indique vouloir privilégier de jeunes joueurs (entre 15 et 22 ans), pas nécessairement de nationalité française, mais qui « doivent parler français et étudier en Nouvelle-Calédonie ».
Un partenariat étant envisagé avec le Vanuatu pour créer une passerelle entre les jeunes joueurs de ce pays vers Pacifique XIII.

## Audiographie
Interview (en anglais) de Laurent Garnier sur le podcast australien « Chasing Kangaroos »